# کلاته تشی
کلاته تشی روستایی در دهستان قاضی بخش سملقان شهرستان مانه و سملقان استان خراسان شمالی ایران است.
این روستا هنوز بافت قدیمی خود را با کوچه های  و دیوارهای گلی و درختان سر به فلک کشیده مثل گردو، سپیدار و . . . حفظ کرده است.

## جمعیت
بر پایه سرشماری عمومی نفوس و مسکن در سال ۱۳۹۵ جمعیت این مکان ۲۴۹ نفر (۷۲خانوار) بوده‌است.